# ライダー一覧
ライダー一覧（ライダーいちらん）では、全世界のモータースポーツの2輪（オートバイ）競技で活躍した（活躍中も含む）選手を取り上げている。なお名前の前に†が付いているのは死亡（事故死）したライダーを表す。

## あ
- 青山博一
- 青山周平
- 東雅雄
- †阿部典史
- 青木宣篤
- 青木拓磨
- 青木治親
- 井形マリ
- †石川岩男
- 井筒仁康
- 伊藤真一
- 伊藤巧
- †伊藤史朗
- 宇井陽一
- 上田昇
- 宇川徹
- 岡田忠之
- 小川友幸
- †小関英吾
- †奥野正雄
- 奥村裕
- 小椋華恋
- †ビル・アイビー
- †ミカ・アホラ（エンデューロ世界選手権）
- †レイ・アム
- グレッグ・アルバーティン（AMAスーパークロス）（AMAモトクロス）（モトクロス世界選手権）
- サムリ・アロ（エンデューロ世界選手権）
- †ファーガス・アンダーソン
- †アンドレア・アントネッリ（スーパースポーツ世界選手権）
- †ダリオ・アンブロジーニ
- マーチン・ウィマー（ロードレース世界選手権）
- ケビン・ウインダム（AMAスーパークロス）（AMAモトクロス）
- †ラルフ・ウォルドマン（ロードレース世界選手権）
- エディ・ウォーレン（AMAスーパークロス）（AMAモトクロス）
- フランコ・ウンチーニ（ロードレース世界選手権）
- ポール・エドモンドソン（エンデューロ世界選手権）
- コーリン・エドワーズ（ロードレース世界選手権）（スーパーバイク世界選手権）
- ステファン・エバーツ（モトクロス世界選手権）
- ジェフ・エミグ（AMAスーパークロス）（AMAモトクロス）
- トニ・エリアス（ロードレース世界選手権）
- ジョニー・オマラ（AMAスーパークロス）（AMAモトクロス）
- †ジャン＝クロード・オリビエ（パリ・ダカール・ラリー）

## か
- 加賀山就臣
- 片山敬済
- 片山信二
- †加藤大治郎
- †金谷秀夫
- 金城さやか（AMAモトクロス）
- 鎌田学
- 亀谷長純
- 河崎裕之
- 北川圭一
- 木下恵司
- 熊谷義貞
- 熊野正人
- 小林大
- 黒山健一
- 小山知良
- 小島庸平
- †小関英吾
- ワイン・ガードナー（ロードレース世界選手権）
- リッキー・カーマイケル（AMAスーパークロス）（AMAモトクロス）
- ルカ・カダローラ（ロードレース世界選手権）
- ジミー・ガディス（AMAスーパークロス）（AMAモトクロス）
- ロリス・カピロッシ（ロードレース世界選手権）
- アナ・カラスコ（スーパーバイク世界選手権）
- †ファン・ガリッガ（ロードレース世界選手権）
- †キース・キャンベル
- マイク・キドラウスキー（AMAスーパークロス）（AMAモトクロス）
- ピエール・フランチェスコ・キリ（スーパーバイク世界選手権）（ロードレース世界選手権）
- ガイ・クーパー（AMAスーパークロス）（AMAモトクロス）
- ユルゲン・ファンデン・グールベルグ（ロードレース世界選手権）
- †レスリー・グラハム
- サイモン・クラファー（ロードレース世界選手権）
- †ファウスト・グレシーニ（ロードレース世界選手権）
- グレーム・クロスビー（ロードレース世界選手権）
- ブロック・グローバー（AMAスーパークロス）（AMAモトクロス）
- ジョン・コシンスキー（ロードレース世界選手権）（スーパーバイク世界選手権）
- ピーター・ゴダード（全日本ロードレース選手権）
- ジャック・コルヌ（ロードレース世界選手権）

## さ
- 坂田和人
- 清水雅広
- 白石玲菜
- 関口太郎
- トム・サイクス（スーパーバイク世界選手権）
- ルーベン・ザウス（スーパーバイク世界選手権）（ロードレース世界選手権）
- ウィリー・サラット（AMAスーパークロス）（AMAモトクロス）
- ユーハ・サルミネン（エンデューロ世界選手権）
- クリスチャン・サロン（ロードレース世界選手権）
- ドミニク・サロン（ロードレース世界選手権）
- トム・サイクス（スーパーバイク世界選手権）
- †バリー・シーン（ロードレース世界選手権）
- ブランデン・ジェスマン（AMAスーパークロス）（AMAモトクロス）
- セテ・ジベルナウ（ロードレース世界選手権）
- オリビエ・ジャック（ロードレース世界選手権）
- ドニー・シュミット（AMAスーパークロス）（AMAモトクロス）
- ケビン・シュワンツ（ロードレース世界選手権）
- †クレイグ・ジョーンズ（スーパースポーツ世界選手権）
- ババ・ショバート（ロードレース世界選手権）
- リック・ジョンソン（AMAスーパークロス）（AMAモトクロス）
- エツィオ・ジャノーラ（ロードレース世界選手権）
- ブライアン・スウィンク（AMAスーパークロス）（AMAモトクロス）
- ハンス・スパーン（ロードレース世界選手権）
- ジェフ・スタントン（AMAスーパークロス）（AMAモトクロス）
- ジェームス・スチュワート（AMAスーパークロス）（AMAモトクロス）
- デニー・スティーブンソン（AMAスーパークロス）（AMAモトクロス）
- ケーシー・ストーナー（ロードレース世界選手権）
- フレディ・スペンサー（ロードレース世界選手権）
- アーロン・スライト（スーパーバイク世界選手権）
- ベン・スピーズ（ロードレース世界選手権）

## た
- 平忠彦
- †高井幾次郎
- 高島邦男
- 高杉奈緒子
- 高田孝慈
- †高橋国光
- †高橋江紀
- 高橋巧
- 高橋裕紀
- 高濱龍一郎
- 玉田誠
- 辻村猛
- 辻本聡
- 鶴田竜二
- 徳野政樹
- †戸田蔵人
- ミッキー・ダイモンド（AMAスーパークロス）（AMAモトクロス）
- ジョン・ダウド（AMAスーパークロス）（AMAモトクロス）
- キース・ターピン（AMAスーパークロス）（AMAモトクロス）
- ジョルディ・タレス（トライアル世界選手権）
- カーリ・チアイネン（エンデューロ世界選手権）
- カルロス・チェカ（ロードレース世界選手権）
- ダグ・チャンドラー（ロードレース世界選手権）
- ダニー・チャンドラー（モトクロス世界選手権）
- ロン・ティチナー（AMAスーパークロス）（AMAモトクロス）
- タイ・デイビス（AMAスーパークロス）（AMAモトクロス）
- アイバン・テデスコ（AMAスーパークロス）（AMAモトクロス）
- トット・デフープ（AMAスーパークロス）（AMAモトクロス）
- ディディエ・デ・ラディゲス（ラディゲ）（ロードレース世界選手権）
- マイケル（ミック）・ドゥーハン（ロードレース世界選手権）
- ジェームス・トスランド（スーパーバイク世界選手権）（ロードレース世界選手権）
- アンドレア・ドヴィツィオーゾ（ロードレース世界選手権）
- イーライ・トマック（AMAスーパークロス）（AMAモトクロス）

## な
- †永井康友
- 中須賀克行
- 中野真矢
- 成田匠
- 成田亮 (モトクロス)
- 成田亮 (トライアル)
- †沼田憲保
- 野崎史高

## は
- 芳賀健輔
- 芳賀紀行
- 原田哲也
- 原田伸也
- 東野貴行
- 福田照男
- 藤波貴久
- 藤原克昭
- 藤原儀彦
- †堀ひろ子
- 本間利彦
- クリス・バーミューレン（スーパーバイク世界選手権）（ロードレース世界選手権）
- シェーン・バーン（スーパーバイク世界選手権）
- ジャン・ミッシェル・バイル（モトクロス世界選手権）（AMAスーパークロス）（AMAモトクロス）（ロードレース世界選手権）
- ブロック・パークス（スーパーバイク世界選手権）
- ジェフリー・ハーリングス（モトクロス世界選手権）
- トラビス・パストラーナ（AMAスーパークロス）（AMAモトクロス）
- レオン・ハスラム（スーパーバイク世界選手権）
- ロン・ハスラム（ロードレース世界選手権）
- フランチェスコ・バニャイア（ロードレース世界選手権）
- デイモン・ハフマン（AMAスーパークロス）（AMAモトクロス）
- ジョナサン・バラガン（モトクロス世界選手権）
- コーク・バリントン（ロードレース世界選手権）
- アレックス・バロス（ロードレース世界選手権）（スーパーバイク世界選手権）
- マックス・ビアッジ（ロードレース世界選手権）（スーパーバイク世界選手権）
- ダリル・ビーティー（ロードレース世界選手権）
- ミカエル・ピション（モトクロス世界選手権）（AMAスーパークロス）（AMAモトクロス）
- アンドリュー・ピット（ロードレース世界選手権）（スーパースポーツ世界選手権）
- ライアン・ビロポート（AMAスーパークロス）（AMAモトクロス）
- セバスチャン・プーセル（モトクロス世界選手権）
- アルベルト・プーチ（ロードレース世界選手権）
- マイク・ブラウン（AMAスーパークロス）（AMAモトクロス）（モトクロス世界選手権）
- トラビス・プレストン（AMAスーパークロス）（AMAモトクロス）
- バージニオ・フェラーリ（ロードレース世界選手権）
- ティム・フェリー（AMAスーパークロス）（AMAモトクロス）
- カール・フォガティ（スーパーバイク世界選手権）
- エルネスト・フォンセカ（AMAスーパークロス）（AMAモトクロス）
- デイモン・ブラッドショー（AMAスーパークロス）（AMAモトクロス）
- †ニッキー・ヘイデン（AMAスーパーバイク）（ロードレース世界選手権）
- デビッド・ベイリー（AMAスーパークロス）（AMAモトクロス）
- トロイ・ベイリス（スーパーバイク世界選手権）（ロードレース世界選手権）
- †マイク・ヘイルウッド（ロードレース世界選手権）
- ステファン・ペテランセル（パリ・ダカール・ラリー）
- ダニ・ペドロサ（ロードレース世界選手権)
- シェイ・ベントリー（AMAスーパークロス）（AMAモトクロス）
- ダグ・ヘンリー（AMAスーパークロス）（AMAモトクロス）
- トニー・ボウ（トライアル世界選手権）
- ニール・ホジソン（スーパーバイク世界選手権）（ロードレース世界選手権）
- グザビエ・ボーグ（モトクロス世界選手権）
- マイク・ボールドウィン（ロードレース世界選手権）
- ダグ・ポーレン（スーパーバイク世界選手権）
- ジョン・ホプキンス（ロードレース世界選手権）
- アレックス・ホフマン（ロードレース世界選手権）
- アルフォンソ・ポンス（ロードレース世界選手権）

## ま
- †前田淳
- 町井邦生
- 町井義生
- †松下ヨシナリ
- 松本康
- 水谷勝
- 宮城光
- 三好菜摘
- エレナ・マイヤーズ（AMAスーパーバイク）
- フレッド・マーケル（スーパーバイク世界選手権）
- ケビン・マギー（ロードレース世界選手権）
- ジェレミー・マクウィリアムズ（ロードレース世界選手権）
- ジェレミー・マクグラス（AMAスーパークロス）（AMAモトクロス）
- ジェフ・マタセビッチ（AMAスーパークロス）（AMAモトクロス）
- ニール・マッケンジー（ロードレース世界選手権）
- ギャリー・マッコイ（ロードレース世界選手権）
- ランディ・マモラ（ロードレース世界選手権）
- ルカ・マリーニ（ロードレース世界選手権）
- アレックス・マルケス（ロードレース世界選手権）
- マルク・マルケス（ロードレース世界選手権）
- ホルヘ・マルチネス（ロードレース世界選手権）
- ジョルジュ・マルチネス（ロードレース世界選手権）
- アントン・マンク（ロードレース世界選手権）
- ボビー・ムーア（英語版）（AMAスーパークロス）（AMAモトクロス）
- マルコ・メランドリ（スーパーバイク世界選手権）
- ステファン・メリマン（エンデューロ世界選手権）
- フランコ・モルビデリ（ロードレース世界選手権）

## や
- 八代俊二
- 柳川明
- 山中正之

## ら
- 梁明
- アダム・ラガ（トライアル世界選手権）
- ロン・ラシーン（AMAスーパークロス）（AMAモトクロス）
- エズラ・ラスク（AMAスーパークロス）（AMAモトクロス）
- ホアン・ラスコルツ（スーパースポーツ世界選手権）
- スコット・ラッセル（スーパーバイク世界選手権）
- ネイサン・ラムゼイ（AMAスーパークロス）（AMAモトクロス）
- スティーブ・ラムソン（AMAスーパークロス）（AMAモトクロス）
- カルロス・ラバード（ロードレース世界選手権）
- マイク・ラロッコ（AMAスーパークロス）（AMAモトクロス）
- グラント・ラングストン（AMAスーパークロス）（AMAモトクロス）（モトクロス世界選手権）
- ドギー・ランプキン（トライアル世界選手権）
- チャド・リード（AMAスーパークロス）（AMAモトクロス）（モトクロス世界選手権）
- タル・リンネ（ロードレース世界選手権）
- マルコ・ルッキネリ（ロードレース世界選手権）
- ウェイン・レイニー（ロードレース世界選手権）
- ロリス・レッジアーニ（ロードレース世界選手権）
- †ラインハルト・ロス（ロードレース世界選手権）
- エディ・ローソン（ロードレース世界選手権）
- バレンティーノ・ロッシ（ロードレース世界選手権）
- グラジアーノ・ロッシ（ロードレース世界選手権）
- レイモン・ロッシュ（ロードレース世界選手権）（スーパーバイク世界選手権）
- カーティス・ロバーツ
- ケニー・ロバーツ（ロードレース世界選手権）
- ケニー・ロバーツ・ジュニア（ロードレース世界選手権）
- ホルヘ・ロレンソ（ロードレース世界選手権）
- ステファン・ロンカダ（AMAスーパークロス）（AMAモトクロス）

## わ
- ジェフ・ワード（AMAスーパークロス）（AMAモトクロス）
- †若井伸之
- シェーン・ワッツ（エンデューロ世界選手権）